# Willy and the Poor Boys
Willy and the Poor Boys  (Willy y Los Chicos Pobres, en español) es el cuarto álbum de estudio de la banda de rock Creedence Clearwater Revival, lanzado al mercado por Fantasy Records el 2 de noviembre de 1969. En 2003, fue ubicado en el puesto 382 de la lista de los 500 mejores álbumes de todos los tiempos elaborada, por la revista musical Rolling Stone. En 2008, Willy and the Poor Boys fue remasterizado y reeditado con motivo del 40.º aniversario de la formación del grupo. 

## Lista de canciones
Todas las canciones compuestas por John Fogerty excepto donde se anota.

### Cara A
1. "Down on the Corner" – 2:45
  - Grabado en setiembre de 1969
2. "It Came Out of the Sky" – 2:57
  - Grabado en otoño de 1969
3. "Cotton Fields" (Leadbelly) – 3:00
  - Grabado en otoño de 1969
4. "Poorboy Shuffle" – 2:30
  - Grabado en otoño de 1969
5. "Feelin' Blue" – 5:07
  - Grabado en otoño de 1969

### Cara B
1. "Fortunate Son" – 2:22
  - Grabado en septiembre de 1969
2. "Don't Look Now" – 2:13
  - Grabado en otoño de 1969
3. "Midnight Special" (Traditional) - 4:11
  - Grabado en otoño de 1969
4. "Side o' the Road" – 3:27
  - Grabado en otoño de 1969
5. "Effigy" – 6:32
  - Grabado en otoño de 1969

Temas extra de la reedición de 2008
1. "Fortunate Son" (Live in Manchester, 9/1/71) - 2:15
2. "It Came Out of the Sky" (Live in Berlin, 9/16/71) - 3:27
3. "Down on the Corner" (Jam with Booker T. & the MGs at Fantasy Studios 1970) - 2:48

## Personal

### Creedence Clearwater Revival
- Doug Clifford: batería
- Stu Cook: bajo
- John Fogerty: guitarra, armónica y voz
- Tom Fogerty: guitarra rítmica y coros

### Producción
- John Fogerty: producción
- Russ Gary: ingeniero y mezclas
- Tamaki Beck: supervisor de masterización
- Kevin Gray, Steve Hoffman: masterización
- Roberta Ballard: mánager de producción
- Marcia McGovern: preproducción
- Basul Parik: diseño de portada
- Basul Parik: fotografía

## Listas de éxitos

### Álbum
| Año  | Lista           | Posición |
| ---- | --------------- | -------- |
| 1970 | Black Albums    | 28       |
| 1970 | Pop Albums      | 3        |
| 1970 | UK Albums Chart | 10       |

### Singles
| Año  | Sencillo             | Posición    | Posición        | Posición  |
| Año  | Sencillo             | Pop Singles | Country Singles | UK Top 40 |
| ---- | -------------------- | ----------- | --------------- | --------- |
| 1969 | "Down On The Corner" | 3           |                 | 31        |
| 1969 | "Fortunate Son"      | 14          |                 |           |
| 1982 | "Cotton Fields"      |             | 50              |           |